# Liste der Nummer-eins-Hits in Irland (1962)
Irland 1963
Dies ist eine Liste der Nummer-eins-Hits in Irland im Jahr 1962. Sie basiert auf den offiziellen Singlecharts in Irland, die im Auftrag der Irish Recorded Music Association (IRMA) erstellt werden. Am 1. Oktober des Jahres gab es die erste Chartsendung beim nationalen Sender RTÉ. Bis zum Jahresende gab es 4 verschiedene Nummer-eins-Singles.

## Singles
| | Liste der Nummer-eins-Hits in Irland | Liste der Nummer-eins-Hits in Irland | Liste der Nummer-eins-Hits in Irland                | 1963 →                    |
| \| Zeitraum \| Wo. ges. \| Interpret \| Titel Autor(en) \| Zusätzliche Informationen \| \| (Zeitraum, Wochen auf Platz eins, Interpret, Titel, Autor[en], zusätzliche Informationen) \| \| \| \| \| \| ----------------------------------------------------------------------------------------- \| -------- \| ------------- \| ------------------------------------------------------ \| ------------------------- \| \| 5. Oktober 1962 – 1. November 1962 4 Wochen \| 4 \| Elvis Presley \| She’s Not You[1] Doc Pomus, Jerry Leiber, Mike Stoller \| – \| \| 2. November 1962 – 15. November 1962 2 Wochen \| 2 \| The Tornados \| Telstar[2] Joe Meek \| – \| \| 16. November 1962 – 13. Dezember 1962 4 Wochen \| 4 \| Frank Ifield \| Lovesick Blues[3] Cliff Friend, Irving Mills \| – \| \| 14. Dezember 1962 – 10. Januar 1963 4 Wochen \| 4 \| Elvis Presley \| Return to Sender[4] Winfield Scott, Otis Blackwell \| – \| |                                      |                                      |                                                     |                           |
| |                                      |                                      |                                                     | → 1963 →                  |
| Zeitraum | Wo. ges.                             | Interpret                            | Titel Autor(en)                                     | Zusätzliche Informationen |
| (Zeitraum, Wochen auf Platz eins, Interpret, Titel, Autor[en], zusätzliche Informationen) |                                      |                                      |                                                     |                           |
| 5. Oktober 1962 – 1. November 1962 4 Wochen | 4                                    | Elvis Presley                        | She’s Not You Doc Pomus, Jerry Leiber, Mike Stoller | –                         |
| 2. November 1962 – 15. November 1962 2 Wochen | 2                                    | The Tornados                         | Telstar Joe Meek                                    | –                         |
| 16. November 1962 – 13. Dezember 1962 4 Wochen | 4                                    | Frank Ifield                         | Lovesick Blues Cliff Friend, Irving Mills           | –                         |
| 14. Dezember 1962 – 10. Januar 1963 4 Wochen | 4                                    | Elvis Presley                        | Return to Sender Winfield Scott, Otis Blackwell     | –                         |